# Estadio Don Agustín Fernández
El Estadio Don Agustín Fernández es un estadio de fútbol de Aguilares, Tucumán, Argentina. Es propiedad del Club Deportivo Aguilares y se encuentra sobre las calles Diego de Villarroel, Juan Bautista Alberdi y las avenidas Sarmiento y Costanera 25 de Mayo. Desde 1981 se realiza anualmente en el estadio la Fiesta Nacional de la Caña de Azúcar.

## Historia
El Club Deportivo Aguilares fue fundado en 1932 a partir de la fusión de Unión Obrera y Jorge Newbery, separándose este último en 1937 y retomando su actividad deportiva propia. La primera cancha del club se ubicaba en un terreno del Ingenio Aguilares entre la calle Juan Bautista Alberdi y las vías del Ferrocarril Belgrano, la cual carecía de pared y por ello se montaba una tela arpillera. Además se improvisaba como tribuna el terraplén de las vías del ferrocarril.
En 1950 el gobierno provincial expropió el solar de la cancha para construir el viejo Hospital Centro de Salud de Aguilares. Por esta razón José Maldonado, un vecino de la ciudad, donó una de sus propiedades para la construcción del estadio, realizada en la década de 1960. En 1977 Deportivo Aguilares clasifica para la nueva Liga Tucumana, haciendo remodelaciones para adecuar su estadio a las condiciones de la competición. En este estadio se jugó el partido de ida de la final del Torneo Federal C 2017 por el ascenso al Federal B, donde el equipo local ganó 5-0 a Unión Güemes y luego conseguiría ascender.